# Il pilota e la cameriera
Il pilota e la cameriera è il secondo disco solista del cantante Filippo Gatti, registrato e mixato da Francesco Gatti. Pubblicato da Sunny Bit nel 2012.

## Tracce
1. Country song – 4:39
2. Tutti mi vogliono quando mi va bene – 3:09
3. Il pilota e la cameriera – 4:04
4. Lettera del cantautore ai presidenti del consiglio – 3:52
5. Non sei nessuno – 3:07
6. Limbo – 3:31
7. Cattivi esempi – 3:11
8. Qui – 2:59

## Clip
1. Tutti mi vogliono quando mi va bene (regia di Videns Pictures)